# Baxhof
De Baxhof is een boerderij en voormalig adellijk huis in het Nederlandse dorp Swalmen, provincie Limburg. Het huis is genoemd naar de familie Van Baexen, die in de 16e en 17e eeuw eigenaar was van het huis.

## Geschiedenis
Mogelijk bewoonde Eva van der Maesenhaar reeds in 1374 een hoeve op deze locatie. In 1461 werd melding gemaakt van een hoeve, toen Gadert van der Masen van Besel deze hoeve als onderpand gebruikte voor een lening.
Het goed kwam tussen 1553 en 1585 in eigendom van het geslacht Van Baexen. Eigenaar Willem van Baexen trouwde rond 1595 met Anna van Holthuysen en werd opgevolgd door hun zoon Johan Willem.
De Baxhof werd nauwelijks bewoond door de familie Van Baexen. Zij woonden doorgaans op het huis De Raay in Baarlo en verpachtten de Baxhof. Sommige leden van de familie hebben echter wel degelijk gebruik gemaakt van de Baxhof: zo was het huis voor Hans Willem I van Baexen een uitvalsbasis voor de jacht (vermoedelijk was er aan de Baxhof een jachtrecht verbonden), terwijl zijn zoon tot 1672 op het huis woonde. De familie Van Baexen geraakte echter in financiële problemen en moest noodgedwongen in 1672 de Baxhof verkopen.
De nieuwe eigenaar was Christoffel Schenck van Nydeggen, die tevens het nabijgelegen kasteel Hillenraad in bezit had. Christoffel voegde in het koopcontract de bepaling toe dat de Baxhof en Hillenraad aan elkaar werden verbonden. Deze bepaling leverde in de 18e eeuw diverse problemen op. In 1737 meende de familie De Villers dat ze met de Baxhof een riddermatig huis in eigendom hadden, maar de markiezen van Hoensbroek – die kasteel Hillenraad bezaten -  beschouwden zich als de rechtmatige eigenaren. Ze wisten in 1744 zelfs toegang te krijgen tot de ridderschap van het Overkwartier van Gelre vanwege hun bezit van de Baxhof. Overigens is de Baxhof nooit een riddermatig goed geweest, en het lidmaatschap van de ridderschap werd dan ook weer ingetrokken.
De baronnen Van Overschie de Neerijssche kregen de Baxhof in de tweede helft van de 18e eeuw in bezit. Hun nazaten behielden de Baxhof met de landerijen en overige goederen tot 1920 in eigendom. In dat jaar verkochten zij alles aan de familie Poels, die al enige generaties als pachters op de Baxhof woonde.
Tijdens de Tweede Wereldoorlog gebruikte het verzet de Baxhof als onderduikadres voor Franse krijgsgevangenen die uit Duitsland waren gevlucht.

## Beschrijving
Uit onderzoek blijkt dat het oudste gedeelte van de Baxhof mogelijk uit eind 15e eeuw dateert. Hoewel de Baxhof vooral een hoeve was en als zodanig ook eeuwenlang werd verpacht, beschikte het over een representatief woongedeelte voor de eigenaren. Mogelijk was er sprake van een weergang, hetgeen wijst op een verdedigingsfunctie. Verder was er een ophaalbrug over de gracht.
Het huidige complex bestaat uit verschillende onderdelen, waarvan het oudste deel uit de 15e/16e eeuw afkomstig is en wordt getooid met een arkeltorentje en trapgevel. De witgepleisterde noordvleugel is in de 18e eeuw gebouwd. De schuur dateert uit 1854.
Er zijn nog restanten van de gracht aanwezig.
Aerwinkel · Kasteel Afferden · Aldt Huys · Aldenborgh · Kasteel Aldenghoor · Aldenhoven · Alte Burg · Kasteel Amstenrade · Slot Annendael · Kasteel Arcen · Baersdonck · Bakvliet · Baronsberg · Baxhof · Beegden ·  Benzenrade · Kasteel De Berckt · Kasteel Bethlehem · Beusdaelshof · Binsfeld · Huis Blankenberg · Kasteel Bleijenbeek · Blitterswijck · Boerlo · Bolberg · Bollenberg · Kasteel De Bongard · Borggraaf · Kasteel d'Erp · Kasteel Borggraaf · Kasteel Borgharen · Kasteel Born · Huis Bree · Breust · Kasteel Broekhuizen · Broekhuizen · Gracht Burggraaf · Kasteel De Burght · Kasteel Cartils · Cloppenburg (Oost-Maarland) · Kasteel Cortenbach · Huis De Dael · Dammerscheid · Kasteel De Bockenhof · De Donck (Sevenum) · De Donck (Swolgen) · De Dorth ·  Huis ten Dijcken · Kasteel Doenrade · De Doom · Douve · Douvenrade · De Dries · Kasteel Erenstein · Kasteel Eijsden · Eijsden · Einrade · Kasteel Elsloo · Ensenbroek · Eperhuis · Etzenraderhuuske · Exaten · Kasteel Eijckholt · Kasteel Eyckholt · Eys · Gastendonck · Kasteel Genbroek · Gebroken Slot · Kasteel Geijsteren · Kasteel Op Genhoes · Kasteel Genhoes · Genneperhuis · Kasteel Het Geudje · Kasteel Geulle · Kasteel Geusselt · Geijsteren · Gen Heck · Ghoor · Kasteel Goedenraad · Kasteel Grasbroek · Kasteel Groenendaal · Groethof · Groot Paarlo · Kasteel van Gronsveld · De Gun ·Kasteel Haeren · Kasteel Den Halder · Heerlaer · Heeze · Heijen · 's-Herenanstel · Kasteel Hillenraad · Kasteel Hoensbroek · Hoenshuis · Holstrate · Holtmühle · Huize Holtum · Kasteel Horn · De Horst · Huys ter Horst · Ten Hove (Grathem) · Ten Hove (Panningen) · Huis Brias · Huis Darth ·  Kasteel Hurpesch · Kasteel Sint-Jansgeleen · Kasteel Jerusalem · Kasteel Kaldenbroek · Den Kamp · Kasteel Karsveld · Kasteel Keverberg · Klein Paarlo · Klimmender Huuske · De Kolck · Koppelberg · Laar · Landsfort · Kasteel Lemiers · Kasteelruïne Lichtenberg · Kasteel Limbricht · Lonesteyn · Huize Lovendael · Mazenburg · Kasteel van Meerlo · Kasteel Meerssenhoven · Meezenbroek · Kasteel van Mheer · Middelaar · Kasteel Millen · Kasteel Montfort · Movert · Mulrode · De Munt · Château Neercanne · Kasteel Neubourg · Nienghoor · Huis Nierhoven · Kasteel Nieuwenbroeck · Nije Huys · Kasteel Nijenborgh · Kasteel Nijswiller · Nijthuysen · Kasteel Obbicht · Oedenrade · Kasteel Ooijen · Kasteel Oost (Valkenburg) · Kasteel Oost (Oost-Maarland) · Kasteel Ouborg · Overen · Kasteel Passarts-Nieuwenhagen · Prickenis · Prinsenhof · Puth · De Putting · Raath · De Raay · Ravenhof · Kasteel Reijmersbeek · Kasteel van Rijckholt · Kasteel Rivieren · Rodenbroek · Rosendaal · Kasteel Schaesberg · Kasteel Schaloen · Te Scharen · Schenkenburg · Kasteel Scheres · De Spijker (Geijsteren) · De Spijker (Leeuwen) · Huis Severen · Sibberhuuske · Château St. Gerlach · Spraland · Huis De Spyker · Huize Stalberg · Stalberg (Wellerlooi) · De Steeg · Kasteel Stein · Steinhagen · Steenen Huis · Stoel van Swentibold · Strijthagen (Landgraaf) · Strijthagen (Welten) · Struyver · Kasteel Terborgh · Terlinden (Wijnandsrade) · Terveurdt · Ter Weyer · Kasteel Ter Worm · De Tombe · Huis De Torentjes · Triest · Trippaert · Kasteel Vaalsbroek · Kasteel Vaeshartelt · Valkenburg · Vliek · De Vroenhof · Vrijburg · Kasteel Wambach · Warenberg · Well · Weyershof ·  Wijlre · Kasteel Wijnandsrade · Wijnandsrade · Wijnantshof · Wissegracht · Huize Witham · Kasteel Wittem · Wolfrath · Wylre